# Cash Truck
Cash Truck (Le Convoyeur) è un film del 2004 diretto da Nicolas Boukhrief.

## Trama
Vittima nell'arco di un anno di tre violente e fulminee rapine prive di superstiti, l'azienda di trasporto contanti Vigilante è sull'orlo del fallimento. Alcuni parlano addirittura di complicità coi rapinatori all'interno dell'azienda. Un uomo, Alexandre Demarre, si presenta una mattina a Vigilante per cominciare il suo primo giorno. Disoccupato, poliziotto sotto copertura, rapinatore, cacciatore di teste di futuri acquirenti americani... chi è veramente quest'uomo e qual è il suo scopo?

## Remake
Nel 2021 ne è stato realizzato un remake in lingua inglese, La furia di un uomo - Wrath of Man, diretto da Guy Ritchie e interpretato da Jason Statham.